# Stilbula carolinensis
Stilbula carolinensis är en stekelart som beskrevs av Watanabe 1958. Stilbula carolinensis ingår i släktet Stilbula och familjen Eucharitidae. Inga underarter finns listade i Catalogue of Life.